# Въоръжени сили на Есватини
Въоръжените сили на Есватини се състоят от Сухопътни войски (включващи въздушно крило) и Кралска полицейска служба. Ролята на въоръжените сили е предимно защита на краля и поддържане на мира и сигурността вътре в страната. Военната служба е изцяло доброволна. В армията доброволци могат да постъпват и жени.
Върховен главнокомандващ е крал Мсвати III.